# Betsy Drake

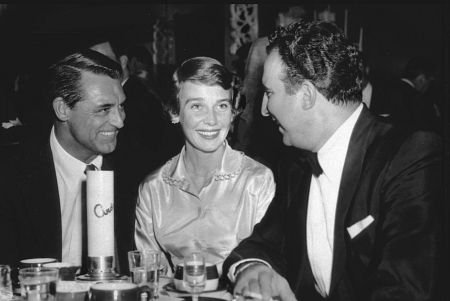
Betsy Drake neben ihrem Mann Cary Grant (links), 1955

Betsy Drake (* 11. September 1923 in Paris; † 27. Oktober 2015 in London) war eine US-amerikanische Schauspielerin und Autorin. Sie war die dritte Ehefrau von Cary Grant.

## Leben
Drake, die älteste Tochter zweier amerikanischer Expatriaten, wurde 1923 in Paris geboren. Obwohl ihr Großvater Tracy Drake das Drake Hotel in Chicago erbaut hatte, standen die Drakes und die fünf Jahre alte Betsy nach dem Börsencrash 1929 ohne finanzielle Mittel da. Bedingt durch diesen finanziellen Schicksalsschlag mussten Betsy, ihre Eltern, ihre Brüder und ihr Kindermädchen mit dem Schiff Île de France in die Vereinigten Staaten zurückkehren. Ihre Kindheit war geprägt von Umzügen zwischen Chicago, Westport, Connecticut, Virginia, North Carolina und New York.
Betsy besuchte zwölf sowohl private als auch öffentliche Schulen, bevor sie sich stärker für das Theater und die Schauspielerei am „Junior College von Rock Creek Park“ in Washington, D.C. interessierte. Sie suchte in New York nach Arbeit als Schauspielerin und hielt sich in dieser Zeit mit Modeljobs über Wasser. Der Theaterautor Horton Foote bot ihr eine Stellung als Einspringerin für das Stück Only the Heart an, die es ihr ermöglichte, der Actor’s Equity beizutreten und Berufsschauspielerin zu werden.
Nachdem sie dem Produzenten Hal B. Wallis aufgefallen war, drängte sie ihr Agent, in Hollywood einen Vertrag zu unterschreiben. Sie hasste Hollywood und sah sich daher genötigt, eine Geisteskrankheit vorzutäuschen, um von diesem Vertrag wieder entbunden zu werden. Sie kehrte nach New York zurück und las 1947 für die „London Company“ das Stück Deep are the Roots.
Cary Grant entdeckte sie 1947 in diesem Londoner Stück und vermochte es, als sie auf dem gleichen Schiff in die Vereinigten Staaten zurückkehrten, ein enges Verhältnis zu ihr aufzubauen. Betsy wurde anschließend von RKO Pictures und David O. Selznick unter Vertrag genommen und trat 1948 in ihrem ersten Film für die RKO, Every Girl Should Be Married, an der Seite von Cary Grant auf.
Weihnachten 1949 heirateten Betsy Drake und Cary Grant und entschlossen sich ganz bewusst für eine auf sich konzentrierte ruhigere Beziehung außerhalb des Rampenlichts. 1952 spielten sie Seite an Seite in dem Film Vater werden ist nicht schwer und Drake wurde für einige Hauptrollen in England und den USA verpflichtet. 1957 übernahm sie in der Komödie Sirene in Blond an der Seite von Jayne Mansfield eine Nebenrolle.
1956 überlebte sie den Untergang des italienischen Passagierschiffs Andrea Doria. Sie hatte ihren Ehemann bei einem Filmdreh in Spanien besucht und war als Passagierin der 1. Klasse auf dem Weg zurück in die USA. Drake wurde dann von dem Schiff gerettet, das sie als Kind zurück in die USA gebracht hatte, der Île de France.
Grant und Drake trennten sich 1958, blieben Freunde und ließen sich 1962 schließlich scheiden. Sie erhielt eine Million Dollar und eine Beteiligung an den Einnahmen aus 13 Filmen, die während ihrer Ehe entstanden waren. Die Ehe war die längste Bindung, die Grant in seinem Leben eingegangen ist. Er stellte anerkennend fest, dass sie seine Interessensgebiete außerhalb der Schauspielerei erweitert habe und war dankbar, dass sie ihm die damals legale Therapie-Droge LSD nähergebracht hatte; eine Erfahrung die ihm „endlich half, mentale Freiheit zu erlangen“. Drake selbst nahm LSD, um sich vom Trauma der Trennung zu erholen. Kinder brachte die Beziehung keine hervor.
Drake gab anschließend die Schauspielerei auf, um sich anderen Interessen wie der Schriftstellerei zu widmen. 1971 veröffentlichte der Verlag Atheneum unter ihrem offiziellen Namen Betsy Drake Grant ihre Novelle Children You Are Very Little. Sie erhielt einen „Master of Education“ der Harvard University und arbeitete als Psychotherapeutin. Ihren letzten Auftritt in einem Film hatte sie 2005 in der Dokumentation Cary Grant: A Class Apart, in der sie auf die Zeit mit ihrem Ehemann zurückblickte. Sie starb im Alter von 92 Jahren in ihrem Zuhause in London.

## Filmografie (Auswahl)
- 1948: Jedes Mädchen müßte heiraten (Every Girl Should Be Married)
- 1949: Dancing in the Dark
- 1950: The Second Woman
- 1950: Pretty Baby
- 1952: Vater werden ist nicht schwer (Room for One More)
- 1957: Sirene in Blond (Will Success Spoil Rock Hunter?)
- 1958: Next to No Time
- 1958: Intent to Kill
- 1958: General Electric Theater, Episode A Question of Romance
- 1959: Der Kopfgeldjäger (Wanted: Dead or Alive), Episode The Spurs
- 1965: Clarence, der schielende Löwe (Clarence, the Cross-Eyed Lion)